# Стрільчик Олесь Андрійович
Оле́сь Андрі́йович Стрі́льчик — солдат Збройних сил України.
Брав участь у російсько-українській війні в складі батальйону «Айдар». В мирний час проживає у Житомирі.

## Нагороди
За особистий внесок у зміцнення обороноздатності Української держави, мужність, самовідданість і високий професіоналізм, виявлені під час виконання військового обов'язку, та з нагоди Дня Збройних Сил України нагороджений орденом «За мужність» III ступеня (2.12.2016).